# Klaus vom Bruch
Pour les articles homonymes, voir Bruch.
Klaus vom Bruch, né en 1952 à Cologne (Allemagne), est un artiste allemand, considéré comme un pionnier de l'art vidéo allemand.

## Biographie
Vom Bruch étudie l'art conceptuel de 1975 à 1976 au California Institute of the Arts avec John Baldessari et la philosophie de 1976 à 1980 à l'Université de Cologne. Avec Ulrike Rosenbach et Marcel Odenbach, il forme le groupe artistique ATV. Un des premiers clips de vom Bruch, Schleyerband, contient des extraits d'émissions de télévision de 1977 et 1978, contenant des images de la fraction Armée rouge. De 1992 à 1998, il enseigne l'art média à l'Université des Arts de Karlsruhe. Depuis 1999, il est professeur d'art média à l'Académie des Beaux-Arts de Munich. En 2000, il est professeur invité à l'Université Columbia de New York.

## Expositions importantes
- Biennale de Venise (Biennale di Venezia), 1984
- Düsseldorf, Von hier aus, 1984
- New York, New Museum of Contemporary Art, 1986[3]
- Coventry War Requiem (installation vidéo), Kassel, documenta 8, 1987[4]
- Long Beach, Californie, 1988[5]